# Lennart Czyborra
Lennart Czyborra, né le 3 mai 1999 à Berlin en Allemagne, est un footballeur allemand qui évolue au poste d'arrière gauche au WSG Tirol, en prêt du Genoa CFC.

## Biographie

### Jeunesse et formation
Natif de Berlin Lennart Czyborra passe notamment par les deux principaux clubs de la capitale allemande, l'Union Berlin et le Hertha Berlin, avant de rejoindre en 2011 l'Energie Cottbus. En 2015 il rejoint l'un des centres de formation les plus réputés du pays en signant pour le FC Schalke 04, mais il n'obtient jamais l'opportunité de jouer avec l'équipe première.

### Heracles Almelo
N'ayant pas eu sa chance avec Schalke 04 Lennart Czyborra rejoint les Pays-Bas en s'engageant le 24 juillet 2018 pour trois saisons avec l'Heracles Almelo. Il découvre donc le monde professionnel avec ce club lors de la saison 2018-2019 d'Eredivisie. Il joue son premier match dès le 11 août 2018, lors de la première journée de championnat face à l'Ajax Amsterdam. Les deux équipes se séparent sur un match nul ce jour-là (1-1). Dans un premier temps remplaçant, Czyborra s'impose comme un titulaire au poste d'arrière gauche au début de l'année 2019. 
Le 31 août 2019, il inscrit son premier but en professionnel, lors d'une victoire de son équipe sur la pelouse du FC Groningue. Alors que le score est de un partout, il donne la victoire aux siens en inscrivant le second but d'une frappe de loin du pied gauche.

### Atalanta Bergame
Le 22 janvier 2020, Lennart Czyborra rejoint l'Italie en s'engageant jusqu'en juin 2024 avec le club de l'Atalanta Bergame. Il ne fait qu'une seule apparition avec l'Atalanta, le 14 juillet 2020, lors d'une rencontre de championnat face au Brescia Calcio. Il entre en jeu à la place de Berat Djimsiti lors de cette rencontre remportée par son équipe sur le score large de six buts à deux,.

### Genoa CFC
Lennart Czyborra rejoint le Genoa CFC le 9 septembre 2020. Il est prêté pour deux saisons avec obligation d'achat. 
Il joue son premier match pour le Genoa le 20 septembre 2020, lors de la première journée de la saison 2020-2021 de Serie A contre le FC Crotone. Il entre en jeu à la place de Davide Zappacosta et son équipe s'impose par quatre buts à un. Il est titularisé pour la première fois le 19 octobre suivant contre l'Hellas Vérone, en championnat (0-0 score final). Czyborra marque son premier but pour le Genoa le 13 janvier 2021, lors d'une rencontre de coupe d'Italie face à la Juventus de Turin. Son équipe s'incline toutefois par trois buts à deux après prolongations.

### Prêts
Ne parvenant pas à s'imposer au Genoa, Czyborra est prêté le 24 août 2021 à l'Arminia Bielefeld. Le club dispose d'une option d'achat sur le joueur.
Le 8 juillet 2023, Czyborra est cette fois prêté au PEC Zwolle pour une saison.